# Гвардиол, Йошко
Йо́шко Гвардио́л (хорв. Joško Gvardiol; род. 23 января 2002, Загреб) — хорватский футболист, защитник английского клуба «Манчестер Сити» и сборной Хорватии. Участник двух чемпионатов Европы (2020 и 2024) и чемпионата мира 2022.

## Клубная карьера
Начал играть в футбол с семилетнего возраста. Выступал за детскую футбольную академию клуба «Трешневка». В 2010 году перешёл в академию загребского «Динамо».
В октябре 2019 года был включён в список 60 наиболее талантливых футболистов 2002 года рождения, составленный газетой «Гардиан».
18 октября 2019 года дебютировал в основном составе «Динамо Загреб» в матче Первой лиги Хорватии против «Горицы», выйдя на замену Марио Гаврановичу. 2 ноября 2019 года впервые вышел в стартовом составе «Динамо» в чемпионате и забил победный гол в ворота запрешичского «Интера».
В сентябре 2020 года было объявлено о скором переходе Гвардиола в «РБ Лейпциг». Защитник официально присоединился к немецкой команде летом 2021 года. 20 августа в игре против «Штутгарта» дебютировал за новый клуб. Ранее игрок попал в заявку на матч с «Майнцем», однако на поле не появился. Впервые забил за «Лейпциг» 11 декабря в матче против «Боруссии Мёнхенгладбах».
5 августа 2023 года перешёл в английский клуб «Манчестер Сити» за 90 млн евро (77,6 млн фунтов), подписав пятилетний контракт. 11 августа 2023 года дебютировал за «Сити» в матче Премьер-лиги против «Бернли». Первый гол за клуб забил 9 апреля 2024 года в первом четвертьфинальном матче Лиги чемпионов УЕФА против «Реала». Он поразил ворота Андрея Лунина дальним ударом на 71 минуте и вывел свою команду вперёд. Первый гол в английской Премьер-лиге забил 14 апреля в игре с «Лутоном». 11 мая оформил дубль в ворота «Фулхэма», «Сити» победил со счётом 4:0 и возглавил турнирную таблицу Премьер-лиги. По итогам сезона «горожане» стали чемпионами Англии.
Гвардиол вышел в стартовом составе на финал Кубка Англии 2024, в котором его команда сразилась со своим принципиальным соперником — клубом «Манчестер Юнайтед». Первый гол был пропущен «горожанами» по ошибке хорватского защитника — пытаясь сбросить мяч голкиперу Штефану Ортеге, Гвардиол отдал мяч выбегавшему на пустые ворота Алехандро Гарначо. Матч закончился победой «Юнайтед» со счётом 1:2.

## Карьера в сборной
Выступал за сборные Хорватии до 14, до 16, до 17, до 19 лет и до 21 года.
6 июня 2021 года дебютировал в составе главной сборной Хорватии в товарищеском матче против сборной Бельгии.

## Статистика выступлений
Данные приведены по состоянию на 26 октября 2024 года
| Выступление      | Выступление      | Выступление      | Лига | Лига | Кубки | Кубки | Еврокубки | Еврокубки | Итого | Итого |
| Клуб             | Лига             | Сезон            | Игры | Голы | Игры  | Голы  | Игры      | Голы      | Игры  | Голы  |
| ---------------- | ---------------- | ---------------- | ---- | ---- | ----- | ----- | --------- | --------- | ----- | ----- |
| Динамо (Загреб)  | Первая лига      | 2019/20          | 11   | 1    | 1     | 0     | 0         | 0         | 12    | 1     |
| Динамо (Загреб)  | Первая лига      | 2020/21          | 25   | 2    | 2     | 0     | 13        | 1         | 40    | 3     |
| Динамо (Загреб)  | Итого            | Итого            | 36   | 3    | 3     | 0     | 13        | 1         | 52    | 4     |
| РБ Лейпциг       | Бундеслига       | 2021/22          | 29   | 2    | 5     | 0     | 12        | 0         | 46    | 2     |
| РБ Лейпциг       | Бундеслига       | 2022/23          | 30   | 1    | 5     | 0     | 6         | 2         | 41    | 3     |
| РБ Лейпциг       | Итого            | Итого            | 59   | 3    | 10    | 0     | 18        | 2         | 87    | 5     |
| Манчестер Сити   | Премьер-лига     | 2023/24          | 28   | 4    | 5     | 0     | 9         | 1         | 42    | 5     |
| Манчестер Сити   | Премьер-лига     | 2024/25          | 23   | 5    | 3     | 0     | 3         | 0         | 29    | 5     |
| Манчестер Сити   | Итого            | Итого            | 51   | 9    | 8     | 0     | 12        | 1         | 71    | 10    |
| Всего за карьеру | Всего за карьеру | Всего за карьеру | 132  | 12   | 21    | 0     | 43        | 4         | 196   | 16    |

1. ↑  Кубок Хорватии, Кубок Германии, Кубок Английской футбольной лиги
2. ↑  Лига чемпионов УЕФА, Лига Европы УЕФА, Суперкубок УЕФА

## Достижения

### Командные достижения
«Динамо» (Загреб)
- Чемпион Хорватии (2): 2019/20, 2020/21

«РБ Лейпциг»
- Обладатель Кубка Германии (2): 2021/22, 2022/23

«Манчестер Сити»
- Чемпион Англии: 2023/24
- Обладатель Суперкубка Англии: 2024
- Обладатель Суперкубка УЕФА: 2023
- Победитель Клубного чемпионата мира: 2023

Сборная Хорватии
- Бронзовый призёр чемпионата мира 2022

### Личные достижения
- Орден Хорватской звезды с ликом Франьо Бучара (15 ноября 2023 года)[17]
- Входит в состав символической команды сезона в Бундеслиге по мнению VDV: 2022/23[18]